# 덴표호지
덴표호지(일본어: 天平宝字)는 일본의 연호 중 하나이다.
- 전후 : 덴표쇼호(天平勝宝) 이후 - 덴표진고(天平神護) 이전.
- 시기 : 757년 ~ 764년
- 천황 : 고켄 천황, 준닌 천황, 쇼토쿠 천황

## 개원
- 덴표쇼호 9년 8월 18일(율리우스력 757년 9월 6일)에 누에가 "五月八日開下帝釋標知天皇命百年息"(오월팔일개하제석표지천황명백년식)이란 글자를 만든 데서 유래하여 개원하였고
- 덴표호지 9년 1월 7일(율리우스력 765년 2월 1일) 덴표진고로 개원되었다.

## 덴표호지 시기에 일어난 일
- 2년
  - 고켄 천황이 오오이오(大炊王)에게 양위하였다.
- 3년
  - 오토모노 야카모치가 《만요슈》(萬葉集)를 편찬하였다.
- 8년
  - 후지와라노 나카마로가 반란을 일으켜 준닌 천황을 폐하고 아와지(淡路)로 유배했다. 고켄 천황이 중조(重祚)해 쇼토쿠 천황이 되다.
  - 기호레키(儀鳳暦)에서 다이엔레키(大衍暦)로 개력.

## 서력과의 대조표
| 덴표호지    | 원년       | 2년        | 3년        | 4년        | 5년        | 6년        | 7년        | 8년        | 9년        |
| ----------- | ---------- | ---------- | ---------- | ---------- | ---------- | ---------- | ---------- | ---------- | ---------- |
| 서기 (西紀) | 757년      | 758년      | 759년      | 760년      | 761년      | 762년      | 763년      | 764년      | 765년      |
| 간지 (干支) | 정유(丁酉) | 무술(戊戌) | 기해(己亥) | 경자(庚子) | 신축(辛丑) | 임인(壬寅) | 계묘(癸卯) | 갑진(甲辰) | 을사(乙巳) |

## 같이 보기
- 일본의 연호 일람

| 이전 덴표쇼호 | 일본의 연호 757년 ~ 765년 | 다음 덴표진고 |